# Adnan Pachachi
Adnan Pachachi (in arabo عدنان الباجه جي‎?, ʿAdnān al-Bājahjī; Baghdad, 14 maggio 1923 – Dubai, 17 novembre 2019) è stato un politico e diplomatico iracheno.
Adnan Pachachi, o  ʿAdnān al-Pāchachī (per esteso ʿAdnān Muzāḥim Amīn al-Pāchachī) fu un diplomatico e una personalità politica irachena attiva durante il periodo monarchico e repubblicano, ritornato in posti di responsabilità nella politica irachena, come segno di continuità istituzionale dopo la parentesi del regime autoritario del Baʿth e a seguito dell'intervento degli Stati Uniti e dei suoi alleati contro il regime dittatoriale di Saddam Hussein nel 2003.

Pāchachī è stato Rappresentante Permanente dell'Iraq alle Nazioni Unite dal 1959 al 1965 e ministro degli Esteri d'Iraq dal 1965 al 1967, durante la Guerra dei Sei Giorni con Israele. Ha servito ancora il suo Paese come Rappresentante Permanente alle Nazioni Unite dal 1967 al 1969. Dopo il 1971 ha trascorso lunghi anni in esilio ma dopo l'invasione USA dell'Iraq nel 2003, Pāchachī ha avuto nuovo spazio nella politica irachena, pur rifiutando la carica di Presidente del Governo ''ad interim'' iracheno.

## Carriera diplomatica e politica

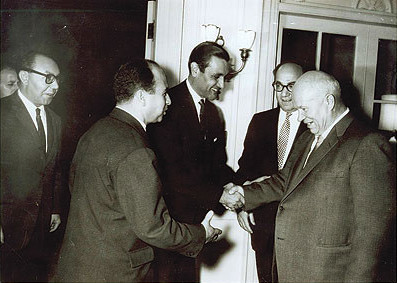
Adnān Pāchachī e l'algerino Krim Belqasem in un incontro al Palazzo di Vetro di New York con il Premier sovietico Nikita Chruščëv nel 1960

Pāchachī è originario della branca ʿAbda della tribù dei Shammar. In quanto figlio di Muzāḥim al-Pāchachī, nipote a sua volta di Ḥamdī al-Pāchachī e cugino di Nadīm al-Pāchachī, è stato una delle personalità più in vista e autorevoli del Nazionalismo arabo iracheno sunnita, con una lunga tradizione familiare di coinvolgimento a importanti livelli nella storia politica dell'Iraq.
Studiò nel Victoria College di Alessandria d'Egitto. Sostenne il colpo di Stato patriottico del 1941 in Iraq, guidato politicamente da Rashid Ali al-Kaylani e militarmente dal cosiddetto Quadrato d'oro, come componente delle Katāʾib al-Shabāb (Falangi dei Giovani).

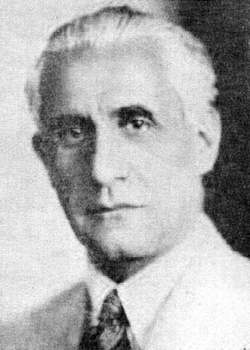
Il padre di Adnān, Muzāḥim al-Pāchachī.

Pāchachī completò i suoi studi nel 1943 nell'Università Americana di Beirut, laureandosi in Scienze Politiche, confermando le proprie idee ispirate al Nazionalismo arabo e al Movimento Nazionalista Arabo.

Dopo il suo ritorno in Iraq, la sua ambizione di trovare un posto nel Ministero degli Esteri iracheno fu frustrata dal rifiuto oppostogli dal Dipartimento d'Indagine Criminale, a causa della sua partecipazione al movimento patriottico del 1941, considerato filo-Asse più che anti-britannico dal Regno Unito, che manteneva - a dispetto della formale indipendenza irachena "elargita" nel 1932 - un peso preponderante nella politica interna ed estera dell'Iraq.
Nel 1950 fu però nominato vice Direttore del Dipartimento Politico del Ministero degli Esteri iracheno e continuò a operare in quel settore per i successivi otto anni.

Nel 1958 ebbe luogo l'unione tra Egitto e Siria, guidata da Gamāl ʿAbd al-Nāṣer (Nasser), che dette vita all'effimera Repubblica Araba Unita. Pāchachī sosteneva gli ideali di Nasser, a partire dalla crisi di Suez del 1956, sebbene la politica ufficiale del governo iracheno fosse ostile agli ideali del Presidente egiziano. Fu per questa ragione che Pāchachī non godeva della fiducia del filo-britannico Primo ministro iracheno dell'epoca, Nūrī al-Saʿīd e di chi lo bollava come un "nasseriano". Il 13 luglio 1958, il giorno prima del colpo di Stato militare repubblicano di ʿAbd al-Karīm Qāssem (Kassem), fu allontanato dal Servizio Estero iracheno, proprio per le sue posizioni filo-Nasser.
Il 14 luglio il potere fu assunto dai militari e la dinastia reale hascemita fu sterminata, assieme al filo-britannico Nūrī al-Saʿīd, che di essa era stata il più fedele interprete. Pāchachī fu immediatamente nominato Rappresentante Permanente iracheno presso le nazioni Unite e, durante il suo mandato, egli operò per un sostanzioso avvicinamento all'Unione Sovietica, non certo per affinità ideologiche ma perché l'URSS rappresentava l'unica alternativa concreta al mondo occidentale, tutt'altro che disposto a metter fine al colonialismo di cui s'era fatto tanto a lungo interprete ai danni del mondo arabo. La politica del nuovo regime iracheno era infatti proiettata verso quel Movimento dei paesi non allineati che era diventato noto, già nel 1955, come Conferenza di Bandung.

Dal 1961 Pāchachī ebbe modo d'incontrare e dialogare con i principali leader fondatori del Movimento, da Josep Broz Tito a Kwame Nkrumah, da Jawaharlal Nehru a Fidel Castro, da Sukarno a Gamāl ʿAbd al-Nāṣer, mentre non gli fu possibile dialogare in quella sede con il Primo ministro cinese Zhou Enlai, dal momento che i Paesi occidentali consideravano rappresentante ufficiale della Cina la cosiddetta "Cina nazionalista" (Taiwan).

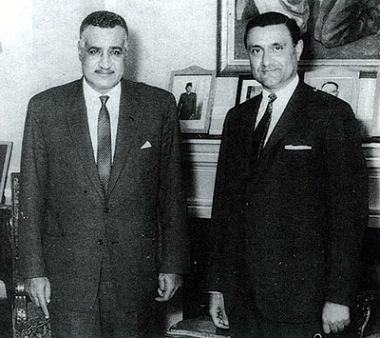
Pāchachī (destra) con Gamāl ʿAbd al-Nāṣer (1966).

Durante il suo mandato Pāchachī incontrò anche altre figure di assoluto rilievo nel panorama dei movimenti di liberazione nel mondo, dal congolese Patrice Lumumba al leader statunitense dei diritti civili della componente afro-americana, Malcolm X.

Il regime di ʿAbd al-Karīm Qāssem riconobbe comunque per parte sua la Repubblica Popolare di Cina e Pāchachī agì, ma inutilmente, per il suo riconoscimento anche in sede ONU.

Sebbene il colpo di Stato militare del 1963 del gen. ʿAbd al-Salām ʿĀrif (vecchio compagno di ʿAbd al-Karīm Qāssem) rimuovesse brutalmente dal potere il Presidente iracheno e i suoi tanti sostenitori, Pāchachī rimase Rappresentante Permanente alle Nazioni Unite del suo Paese.
Nel dicembre 1965, Pāchachī fu insignito con un riconoscimento dell'Organizzazione per la Liberazione della Palestina (OLP) "in riconoscimento e apprezzamento per la sua dedizione e i suoi apprezzati servigi alla Palestina nelle Nazioni Unite". L'OLP era considerata dagli USA e da Israele un'organizzazione terroristica e tale rimase fino alla Conferenza di Madrid del 1991 e fruiva dello status di "Osservatore" all'ONU dal 1974.
Pāchachī fu quindi nominato ministro degli Esteri iracheno nel 1965 dal Presidente della Repubblica dell'Iraq, ʿAbd al-Salām ʿĀrif. Pāchachī servì in tale veste durante la Guerra dei Sei Giorni con Israele.
In seguito allo scoppio del conflitto con Israele il 5 giugno, l'Iraq ruppe le relazioni diplomatiche con gli Stati Uniti, sospese le forniture di petrolio, rifiutò il permesso agli aerei statunitensi di sorvolare il territorio iracheno e annunciò un boicottaggio dei prodotti USA. Pāchachī più tardi denunciò il cessate il fuoco che aveva posto fine alla Guerra dei Sei Giorni, denunciandolo come una "resa incondizionata a Israele". Pāchachī servì una seconda volta l'Iraq come Rappresentante Permanente all'ONU nel periodo 1967-1969. Il partito Ba'th giunse al potere nel luglio del 1968, con un colpo di Stato che Pāchachī denunciò come sostenuto dalla CIA, nel tentativo di creare difficoltà a Gamāl ʿAbd al-Nāṣer. Pāchachī si dimise dalle sue funzioni nel gennaio del 1969 perché, disse, "Credo che sia moralmente errato rappresentare un regime i cui valori non condivido". Alle Nazioni Unite fu ricordato per la sua ripulsa nei confronti del pensiero del Sionismo, su cui si basava Israele, e il suo rifiuto di riconoscere il Kuwait, considerato diffusamente in Iraq, a torto o a ragione, come una porzione separata della patria irachena.

Lasciò l'Iraq nel 1971.
Trascorse la maggior parte degli anni in cui il Ba'th fu al potere in patria in volontario esilio ad Abu Dhabi. Mentre soggiornava negli Emirati Arabi Uniti (EAU), agì come consigliere dell'Emiro, malgrado perdesse questa posizione nel 1991, quando si oppose al coinvolgimento dell'EAU nella Guerra del Golfo tra Iraq e Iran.

Descrive se stesso come un fervente nazionalista arabo e nelle sue Memorie scrisse di non poter accettare l'esistenza di Israele e che l'Iraq e la Siria si sarebbero dovute unire in un unico Stato arabo. Pāchachī si oppose pubblicamente all'Iraq Liberation Act del 1998 e solo nel 1999 rinunciò alla sua quarantennale opposizione all'esistenza di un Kuwait indipendente e sovrano.

### Eventi del 2003–2004
Nel febbraio del 2003 si dice che avesse descritto la politica estera "da falco" di George W. Bush come dettata dalle "lobbies sioniste". Pāchachī respinse il progetto degli Stati Uniti di ridisegnare la carta geografica del Vicino Oriente a vantaggio di Washington e d'impiantare un'amministrazione militare statunitense a Baghdad. Egli disse: 
(Queste affermazioni provengono dalla lobby israeliana negli Stati Uniti che pensa che, rovesciando Ṣaddām Ḥusayn, si avrebbe la pacificazione araba con Israele. Ciò è stupido, perché se un regime democratico fosse creato in Iraq, esso esprimerebbe la più grande avversione per Israele. Questa lobby si oppone a me per svolgere ogni gioco in Iraq attraverso l'azione istigatrice di Aḥmad Chalabī.)
 A differenza di Chalabī, che aveva cercato l'appoggio del AIPAC(American Israel Public Affairs Committee) israelo-statunitense, Pāchachī affermò che non vi sarebbero state relazioni di sorta tra Iraq e Israele, in quanto ciò sarebbe stato antitetico rispetto agli interessi iracheni.
Pāchachī si oppose strenuamente all'invasione americana e all'occupazione dell'Iraq e fu coinvolto (mentre era in esilio) nel tentativo di agevolare l'accordo che gli Emirati Arabi Uniti proponevano all'ultimo minuto a Ṣaddām Ḥusayin per impedire la guerra e le sofferenze della popolazione irachena. Si dice che il dittatore iracheno accettò l'offerta, impegnandosi a far svolgere elezioni in Iraq nel giro di sei mesi, stando alle dichiarazioni dell'Emiro Mohammed bin Zayed Al Nahyan; tuttavia l'invasione andò avanti lo stesso.

Nel febbraio del 2003, Pāchachī rifiutò di partecipare ai lavori di un gruppo di 6 persone nominate dagli USA in un incontro dei maggiori gruppi di opposizione nel Kurdistan iracheno.
Pāchachī si oppose al processo di assegnazione di contratti a imprese statunitensi dopo la messa al bando del regime del Ba'th e criticò Washington circa i suoi progetti di dar vita a un'autorità civile guidata dagli Stati Uniti per assegnare contratti per la ricostruzione senza l'approvazione di un governo iracheno eletto. Nell'aprile del 2003, il governo USA riconobbe alla Bechtel Corporation un contratto di 680 milioni di dollari per aiutare a ricostruire i sistemi di alimentazione, idrici e di fognature in Iraq, così come per la riparazione degli aeroporti e dei porti marittimi. Pāchachī criticò tale decisione dicendo: "Nessuno ha il diritto di costringere l'Iraq ad addossarsi obblighi e spese che solo un governo iracheno potrebbe addossarsi. anche un parlamento potrebbe approvare simili accordi".
Dopo vari confronti e rifiuti, Pāchachī acconsentì a prender parte al Consiglio di governo iracheno (CGI) nel luglio 2003. Se il giornalista di CounterPunch, Andrew Cockburn, sottolineò gli aspetti positivi dell'anziano uomo politico, Joel Mowbray scrisse invece sulla National Review che Pāchachī era una persona che aveva inconfessabili legami col terrorismo. "Quando era ministro degli Esteri iracheno negli anni sessanta, Pāchachī aveva strettissime relazioni con le prime generazioni di terroristi palestinesi. E dopo che il partito Ba'th era giunto al potere, Pāchachī rifiutò di condannare l'impiccagione di ebrei a Baghdad nel 1969". Pāchachī fu anche denunciato da uno specialista di Vicino Oriente della CIA, Reuel Marc Gerecht, come un "surreale esemplare di personalità panaraba sclerotica da 30 anni in qua." La giornalista Judith Miller, del New York Times, famosa per aver inventato di sana pianta storie circa la "costruzione di armi di sterminio di massa" da parte dell'Iraq, bollò l'inclusione di Pāchachī nel Consiglio di governo iracheno come uno "sconquasso diplomatico", asserendo che il suo coinvolgimento nel processo politico in atto in Iraq" in questa recente fase sarebbe stato controproducente politicamente e avrebbe potuto alienare le simpatie del Kuwait, una base essenziale di operazioni in ogni guerra nel Golfo [Persico]". Danielle Pletka, la vicepresidente dell'American Enterprise Institute (AEI) per gli studi di politica estera e della difesa, qualificò anch'ella l'inclusione di Pāchachī nel Consiglio di governo iracheno come "assai deludente". Si pensa che Judith Miller e Danielle Pletka abbiano cospirato con Ahmad Chalabi perché si realizzasse l'invasione dell'Iraq.
Pāchachī accusò i militari statunitensi di crimini di guerra durante la Prima battaglia di Falluja (nome in codice "Operation Vigilant Resolve"). Nell'aprile del 2004, durante le operazioni statunitensi in quella città, egli si espresse duramente, affermando che le azioni intraprese dalle forze USA erano state "illegali e totalmente inaccettabili", accusandole anche di "aver inflitto punizioni collettive ai residenti di Fallūja", un crimine di guerra che violava la Quarta Convenzione di Ginevra.
Mentre serviva come Inviato delle Nazioni Unite in Iraq, Lakhdar Brahimi descrisse la politica israeliana come un "grande veleno nella regione". Il 14 maggio, Michael Rubin espresse ancora una volta il suo sostegno ad Ahmad Chalabi scrivendo: "Chalabi può essere una figura controversa e un parafulmine per la critica ma, come Muqtada al-Sadr o Abd al-'Aziz Hakim, Chalabi ha sempre dato voce al suo dissenso in modo pacifico. A contrario di ʿAdnan Pāchachī, non ha mai esortato non ha mai chiesto l'eliminazione di un vicino Stato arabo o condannato gli Stati Uniti."

Il 29 maggio 2004, Pāchachī affermò sulla invasione dell'Iraq del 2003: 
 Pāchachī fece anche un commento sul carcere di Abu Ghraib dove i carcerieri statunitensi - uomini e donne - avevano torturato e commesso abusi sui prigionieri iracheni. 

Il 1º giugno 2004 fu nominato Presidente del governo ''ad interim'' iracheno dall'inviato delle Nazioni Unite, Lakhdar Brahimi. Preferì però declinare pubblicamente l'onore, affermando che non intendeva essere considerato una marionetta degli Stati Uniti. Pāchachī disse che aveva rinunziato a quel ruolo 
 Pāchachī in seguito pretese di essere stato costretto a rifiutare l'incarico a causa di una "squallida cospirazione" condotta da Ahmad Chalabi. Disse: "C'è una grande disinformazione sul fatto che io sarei stato il candidato preferito dagli USA. Nulla potrebbe essere più lontano dalla verità". Paul Bremer indica nelle sue memorie che George W. Bush stesso avrebbe premuto per la nomina di Ghazi Mash'al Ajil al-Yawar come presidente del governo ''ad interim'' iracheno, in quanto Bush "era rimasto impressionato favorevolmente dagli aperti ringraziamenti di Ghazi alla Coalizione per rovesciare Saddam e dalla sua determinazione a proseguire il processo di ristabilimento della sovranità e della democrazia in Iraq". Lakhdar Brahimi immediatamente rassegnò le proprie dimissioni da Inviato dell'ONU, a causa delle "grandi difficoltà e dalla frustrazione esperimentata durante la sua missione in Iraq" Espresse il suo forte malumore e la sua frustrazione circa il suo ruolo, stante che 
»

### Attività politica dal 2005
Da laico, Pāchachī mise insieme una lista di candidati, chiamati Assemblea dei Democratici Indipendenti (il suo partito, della Tendenza Democratica Centrista, ne entrò a far parte) per partecipare alle elezioni parlamentari del gennaio 2005. Prima delle elezioni, Pāchachī accuso gli Stati Uniti d'interferenza negli affari interni dell'Iraq, insistendo che le elezioni del 30 gennaio fossero procrastinate rispetto a quella data. I leader politici e religiosi sunniti, incluso Pāchachī, chiesero che la data fosse fissata un semestre più tardi, con la giustificazione che la violenza era talmente diffusa nel Paese da intralciare un corretto andamento dell'appuntamento elettorale. 

Nel maggio 2005 egli commentò: 
Fu eletto alle elezioni parlamentari irachene del dicembre del 2005, nella lista guidata dal passato Primo ministro Ayad Allawi. Secondo la tradizione politica araba, Pāchachī inaugurò la prima sessione dell'Assemblea Nazionale Irachena nell'aprile del 2005, nella sua veste di membro più anziano del Parlamento.

### Attività politica dopo il 2005
Nel gennaio del 2007 Pāchachī condannò le forze statunitensi di occupazione per la loro incapacità di mettere un freno alla violenza settaria. 
 Si disse che egli avesse stretti legami con Muhammad Ayash al-Kubaysi e con l'Associazione degli Studenti Musulmani.

Al momento delle elezioni parlamentari irachene del marzo del 2010, Pāchachī si presentò ancora una volta nella Lista Irachena di Allawi. Espresse tuttavia seri dubbi circa la credibilità di questa elezione: 
 Pāchachī affermò che il governo avrebbe potuto pianificare la frode grazie alla presunta stampa di sette milioni di schede elettorali false. Nondimeno egli si disse speranzoso che i votanti fossero più interessati alla capacità dei candidati piuttosto che alla violenza settaria, ma in seguito concluse che le sue speranze erano andate deluse.

Nell'agosto del 2010, in un'intervista ad Al Jazeera, alla domanda se fosse soddisfatto della performance di Paul Bremer durante il suo anno di amministrazione civile dell'Iraq, Pāchachī rispose: 

Nell'agosto 2011 disse: 
 Nel dicembre del 2012, Pāchachī fu intervistato da Al Arabiya e disse: